# Campionati svizzeri di sci alpino 2024
I Campionati svizzeri di sci alpino 2024 si sono svolti a Davos, Lenzerheide e Zinal dal 26 marzo alal'11 aprile; il programma includeva gare di discesa libera, supergigante, slalom gigante e slalom speciale, sia maschili sia femminili, ma lo slalom speciale maschile è stato cancellato.
Oltre agli sciatori svizzeri, hanno potuto concorrere al titolo anche gli sciatori di nazionalità liechtensteinese, mentre gli atleti delle altre federazioni, pur prendendo parte alle competizioni, hanno potuto ottenere solo prestazioni valide ai fini del punteggio FIS.

## Risultati

### Uomini

#### Discesa libera
| Pos. | Atleta             | Nazione  | Tempo   |
| ---- | ------------------ | -------- | ------- |
| 1    | Josua Mettler      | Svizzera | 59,61   |
| 2    | Philipp Kälin      | Svizzera | 59,71   |
| 3    | Dominic Ott        | Svizzera | 59,85   |
| 4    | Lars Rösti         | Svizzera | 59,89   |
| 5    | Eric Wyler         | Svizzera | 1:00,08 |
| 6    | Franjo von Allmen  | Svizzera | 1:00,19 |
| 7    | Christophe Torrent | Svizzera | 1:00,30 |
| 8    | Livio Hiltbrand    | Svizzera | 1:00,33 |
| 9    | Niels Hintermann   | Svizzera | 1:00,38 |
| 10   | Fabian Spring      | Svizzera | 1:00,46 |

Località: Davos

Data: 4 aprile

#### Supergigante
| Pos. | Atleta             | Nazione  | Tempo |
| ---- | ------------------ | -------- | ----- |
| 1    | Denis Corthay      | Svizzera | 55,82 |
| 2    | Lars Rösti         | Svizzera | 55,90 |
| 3    | Andri Moser        | Svizzera | 55,92 |
| 4    | Sandro Zurbrügg    | Svizzera | 56,13 |
| 5    | Dominic Ott        | Svizzera | 56,15 |
| 6    | Alessio Miggiano   | Svizzera | 56,17 |
| 7    | Lenny Sinnesberger | Svizzera | 56,21 |
| 8    | Florian Vogt       | Svizzera | 56,25 |
| 9    | Philipp Kälin      | Svizzera | 56,31 |
| 10   | Silvano Gini       | Svizzera | 56,59 |

Località: Zinal

Data: 11 aprile

#### Slalom gigante
| Pos. | Atleta            | Nazione  | Tempo   |
| ---- | ----------------- | -------- | ------- |
| 1    | Loïc Meillard     | Svizzera | 2:04,12 |
| 2    | Gino Caviezel     | Svizzera | 2:04,59 |
| 3    | Patrick Feurstein | Austria  | 2:04,85 |
| 4    | Sandro Zurbrügg   | Svizzera | 2:04,87 |
| 4    | Anton Grammel     | Germania | 2:04,87 |
| 6    | Marco Fischbacher | Svizzera | 2:05,10 |
| 7    | Luca Aerni        | Svizzera | 2:05,59 |
| 8    | Reto Mächler      | Svizzera | 2:05,65 |
| 9    | Andri Moser       | Svizzera | 2:05,74 |
| 10   | Justin Murisier   | Svizzera | 2:05,82 |

Località: Lenzerheide

Data: 26 marzo

#### Slalom speciale
La gara, in programma a Lenzerheide il 27 marzo, è stata cancellata.

### Donne

#### Discesa libera
| Pos. | Atleta            | Nazione  | Tempo   |
| ---- | ----------------- | -------- | ------- |
| 1    | Fabienne Wenger   | Svizzera | 1:01,65 |
| 2    | Delia Durrer      | Svizzera | 1:01,74 |
| 3    | Stephanie Jenal   | Svizzera | 1:01,93 |
| 4    | Noémie Kolly      | Svizzera | 1:02,32 |
| 5    | Janine Schmitt    | Svizzera | 1:02,45 |
| 6    | Stefanie Grob     | Svizzera | 1:02,72 |
| 7    | Jasmina Suter     | Svizzera | 1:02,74 |
| 8    | Sina Fausch       | Svizzera | 1:02,93 |
| 8    | Isabella Pedrazzi | Svizzera | 1:02,93 |
| 10   | Alina Willi       | Svizzera | 1:03,21 |

Località: Davos

Data: 4 aprile

#### Supergigante
| Pos. | Atleta           | Nazione  | Tempo |
| ---- | ---------------- | -------- | ----- |
| 1    | Eliane Stössel   | Svizzera | 57,74 |
| 2    | Camille Rast     | Svizzera | 57,86 |
| 3    | Alina Willi      | Svizzera | 58,29 |
| 4    | Alessia Bösch    | Svizzera | 58,29 |
| 5    | Shaienne Zehnder | Svizzera | 58,42 |
| 6    | Nora Guggisberg  | Svizzera | 58,49 |
| 7    | Justine Herzog   | Svizzera | 58,95 |
| 8    | Zoe Mannhart     | Svizzera | 59,29 |
| 9    | Pia Veraguth     | Svizzera | 59,34 |
| 10   | Ladina Christen  | Svizzera | 59,36 |

Località: Zinal

Data: 11 aprile

#### Slalom gigante
| Pos. | Atleta          | Nazione  | Tempo   |
| ---- | --------------- | -------- | ------- |
| 1    | Vanessa Kasper  | Svizzera | 2:07,33 |
| 2    | Stefanie Grob   | Svizzera | 2:07,65 |
| 3    | Selina Egloff   | Svizzera | 2:08,19 |
| 4    | Jasmina Suter   | Svizzera | 2:08,62 |
| 5    | Janine Schmitt  | Svizzera | 2:08,92 |
| 6    | Sina Fausch     | Svizzera | 2:10,43 |
| 7    | Dania Allenbach | Svizzera | 2:10,50 |
| 8    | Noémie Kolly    | Svizzera | 2:10,61 |
| 9    | Elena Stoffel   | Svizzera | 2:11,22 |
| 10   | Eliane Christen | Svizzera | 2:12,36 |

Località: Lenzerheide

Data: 27-28 marzo

#### Slalom speciale
| Pos. | Atleta              | Nazione  | Tempo   |
| ---- | ------------------- | -------- | ------- |
| 1    | Nicole Good         | Svizzera | 1:29,90 |
| 2    | Aline Höpli         | Svizzera | 1:30,16 |
| 3    | Lorina Zelger       | Svizzera | 1:30,26 |
| 4    | Janine Mächler      | Svizzera | 1:30,64 |
| 5    | Amélie Klopfenstein | Svizzera | 1:31,01 |
| 6    | Michelle Gisin      | Svizzera | 1:31,10 |
| 7    | Elyssa Kuster       | Svizzera | 1:31,33 |
| 8    | Faye Buff           | Svizzera | 1:32,03 |
| 8    | Janine Schmitt      | Svizzera | 1:32,03 |
| 10   | Fabienne Wenger     | Svizzera | 1:32,73 |

Località: Lenzerheide

Data: 26 marzo